# Грайс, Герберт Пол
Ге́рберт Пол Грайс (англ. Herbert Paul Grice; 13 марта 1913, Бирмингем — 28 августа 1988, Беркли, Калифорния) — философ

, лингвист, основатель теории импликатур. Известен как Пол Грайс.

## Биография
Начальное образование получил в колледже Христа при Оксфорде. После года обучения в публичной школе, проходит пятилетнюю службу в королевском флоте, и только после этого возвращается к академической карьере в Оксфорде, где занимает различные места в иерархии, пока в 1967 году не получает приглашение университета Беркли. Он преподает там в течение двадцати лет, даже после официального выхода на пенсию — фактически до самой своей смерти в 1988 году.
Получил мировую известность в области философии языка. Также внес вклад в классическую философию, как то комментарии к Аристотелю и Канту. Среди увлечений философа значились крикет, шахматы и пианино, в которых он также снискал славу профессионала.
Наиболее известной работой из напечатанного при жизни Грайса являлась его статья в соавторстве со Стросоном под названием «In defence of a dogma» («В защиту догмы»), носящая остро полемический характер против «Двух догм эмпиризма» Куайна. Наиболее известные из идей, изложенных в этой работе, типа коммуникативной импликатуры появляются в 1961 году в статье «The Causal Theory Of Perception» и получают дальнейшее раскрытие уже в гарвардских Лекциях Уильяма Джеймса 1967 года. Следуя взглядам Витгенштейна на значение («знать значение слова значит знать использование слова»), Грайс связывает смысл высказывания с другими аспектами языка. Так, например, фраза «он ещё не сел в тюрьму» значит в классическом смысле, что лицо, которое является денотатом высказывания, ещё не понесло уголовной ответственности. Тем не менее, это высказывание будет также иметь смысл, что агент совершил хотя бы одно преступление или совершит его в будущем.

## Наследие

### «В защиту догмы»
Грайс и Стросон начинают свою работу с анализа различных способов, которыми можно отвергать кантовскую дихотомию и делают вывод о куайновском отказе от аналитического / синтетического различия как осуществленном на крайних примерах использования языка. Они развертывают целый спектр контраргументов против Куайна, но два основных из них связаны с различием между значением высказывания о чём-либо и бессмысленным высказыванием, и с различением «просто» ложной веры и веры, которая ведет к изменению всей концепции, а следовательно к изменению значения высказывания. Например,
1. Трехлетний ребёнок моего соседа понимает теорию типов Рассела
2. Трехлетний ребёнок моего соседа является взрослым

Не представляется затруднительным понять о чём высказывание (1), также достаточно очевиден способ доказательства, что высказывание (1) не ложно. Но в высказывании (2) по мнению авторов можно сделать вывод, что говорящий хотел при помощи старых слов передать новый смысл или же «сказать» что ничего не было сказано. Хотя в общем, это и не опровергает позиции Куайна (который отвергал обе эти дихотомии: «старое значение/новое значение» и «что-то сказал/ничего не сказал»), но проливает свет на неоднозначность понятия «смысла высказывания».

### Коммуникативная импликатура
Коммуникативная импликатура, в самом общем виде, — это то, что слушающий может понять, от того как что-то сказано, а не от того, что сказано. Люди используют коммуникативные импликатуры все время и, в основном, не знают об этом. Например, когда кто-то спрашивает «Не могли бы Вы закрыть дверь?», слушающий обычно не отвечает «да» или «нет», а выполняет вместо этого неязыковой акт закрытия дверей. Хотя говорящий задал вопрос, слушающий сделал предположение о том, что это просьба.
Грайс первым заметил эту особенность языка, а также первым дал философский анализ этому феномену. Он начинает с того, что все разговоры до некоторой степени кооперативны — таким образом Грайс формулирует Принцип Кооперации:
«Твой коммуникативный вклад на данном шаге диалога должен быть таким, какого требует совместно принятая цель (направление) этого диалога».
При более детальном рассмотрении разговора он выделяет четыре категории с более конкретными максимами.
Категория Количества связана с тем количеством информации, которое требуется передать; к этой категории относятся следующие постулаты:
1. «Твое высказывание должно содержать не меньше информации, чем требуется (для выполнения текущих целей диалога)».
2. «Твое высказывание не должно содержать больше информации, чем требуется».

К категории Качества относится общий постулат «Старайся, чтобы твое высказывание было истинным»,
С категорией Отношения связан один-единственный постулат — это постулат релевантности («Не отклоняйся от темы»)
Категория Способа формулируется как «Выражайся ясно»
Возможно, первое, что следует отметить, это то, что максимы вступают в противоречие друг с другом. Так один участник разговора может нарушить категорию количества информации, а второй — категорию качества, из-за чего коммуникация не состоится. Например:
 — Не будете ли Вы так любезны рассказать нам, как Вы добрались от вокзала до нас?
 — Пешком.

### «Значение»
Грайс утверждает, что предложения и слова могут быть проанализированы с точки зрения того, что говорящий имеет в виду. В своей статье «Значение» («Meaning») Грайс проиллюстрировал это примером с автомобилистами. Один автомобилист видит на перекрестке вспышку огней встречного автомобиля. Автомобилист думает: «Должно быть, он хочет тем самым мне показать, что мои фары не включены. Если он имеет намерение показать мне, что мои фары не горят, то, следовательно, они не горят. Таким образом, мои фары выключены». Идея Грайса заключается в следующем:
1. Вы верите, что фары выключены
2. Вы имеете основания для своей веры
3. Это основание является частью Вашей веры в то, что фары выключены.

Грайс назвал подобного рода основания — M-основаниями. М-основания, в рассмотренном случае, имеют вполне чётко прописанную корреляцию с действием, а именно с включением фар. В понятие «значения» т.о. могут входить жесты, движения, даже хрюканье и стоны, или как в данном случае действие «включения/выключения».

#### Публикации трудов на русском
- Грайс Г. П. Логика и речевое общение // Новое в зарубежной лингвистике. Вып. XVI. М, 1985.
- Грайс П., Стросон П. В защиту догмы. Пер. В.В.Долгорукова // Эпистемология & философия науки, 2012. №2. C. 206—223.